# Andrei Jämsä
Andrei Jämsä (ur. 15 lutego 1982 w Parnawie) – estoński wioślarz, brązowy medalista olimpijski z Rio de Janeiro, mistrz Europy, dwukrotny brązowy medalista mistrzostw świata
Reprezentant Estonii w wioślarskiej jedynce podczas Letnich Igrzysk Olimpijskich 2008 w Pekinie.
W 2016 roku zdobył brązowy medal olimpijski na igrzyskach w Rio de Janeiro w rywalizacji wioślarskich czwórek podwójnych mężczyzn. W estońskiej czwórce wystąpił wraz z Kasparem Taimsoo, Allarem Rają i Tõnu Endreksonem. Czwórka zwyciężyła w rundzie eliminacyjnej, a w finale przegrała z Niemcami i Australią.

## Osiągnięcia
- Mistrzostwa świata – Mediolan 2003 –dwójka podwójna – 9. miejsce[1].
- Igrzyska olimpijskie – Ateny 2004 – czwórka podwójna – 9. miejsce[1][2].
- Mistrzostwa świata – Gifu 2005 – czwórka podwójna – 3. miejsce[1][2].
- Mistrzostwa świata – Eton 2006 – czwórka podwójna – 3. miejsce[1][2].
- Igrzyska olimpijskie – Pekin 2008 – jedynka – 17. miejsce[1][2].
- Mistrzostwa Europy – Ateny 2008 – czwórka podwójna – 1. miejsce[1].
- Mistrzostwa świata – Poznań 2009 – czwórka podwójna – 10. miejsce[1].
- Mistrzostwa Europy – Brześć 2009 – czwórka podwójna – 8. miejsce[1].
- Mistrzostwa Europy – Montemor-o-Velho 2010 – czwórka podwójna – 8. miejsce[1].
- Igrzyska olimpijskie – Rio de Janeiro 2016 – czwórka podwójna – 3. miejsce[1].